# Bogusz (nazwisko)
Bogusz to nazwisko używane w Polsce przez około 11 300 osób.

## Pochodzenie
Nazwisko pochodzi od imienia Bogusz, powstałego od staropolskich imion złożonych z członem Bog-, np. Bogumił, Bogusław. Nazwisko Bogusz często przyjmowały osoby świeżo ochrzczone, na przykład konwertyci z judaizmu.

## Występowanie
Ogółem w Polsce mieszka 11 301 osób noszących nazwisko Bogusz, powiaty z najliczniejsza ich liczbą to:
1. Warszawa (769)
2. Garwolin (545)
3. Łuków (427)
4. m. Łódź (309)
5. m. Lublin (301)
6. Lubartów (284)
7. Łowicz (244)
8. Gorlice (241)
9. Tarnów (240)
10. m. Kraków (219)

## Znani ludzie: Boguszowie
- Andrzej Bogusz – polski aktor
- Daniel Bogusz – polski piłkarz
- Józef Bogusz – polski polityk, przedsiębiorca, poseł na Sejm X kadencji
- Józef Bogusz – polski chirurg i etyk
- Mariusz Bogusz – polski prawnik
- Mateusz Bogusz – polski piłkarz
- Roland Bogusz – oficer Wojska Polskiego
- Ryszard Bogusz – polski duchowny Kościoła ewangelicko-augsburskiego, biskup
- Ryszard Bogusz – polski samorządowiec, były prezydent Skierniewic
- Władysław Bogusz – polski fizyk

## Nazwy geograficzne
- Bogusza (wieś)
- Bogusze (powiat bielski)
- Bogusze (powiat sokólski)
- Bogusze (województwo warmińsko-mazurskie)
- Boguszyn (województwo dolnośląskie)
- Boguszyn (powiat leszczyński)
- Boguszyn (powiat średzki)
- Boguszyn (województwo zachodniopomorskie)